# رشته‌کوه آیبگا
رشته‌کوه آیبگا (به لاتین: Aibga Ridge) یک کوه در روسیه است.